# Dari Maximova
Bojidara „Dari“ Maximova (* 8. Januar 1984 in Sofia, bürgerlicher Name nach Heirat: Bojidara von Veltheim) ist ein deutsches Model aus Berlin. Sie ist außerdem Gründerin des Schmucklabels Maximova Jewelry.

## Leben
Maximova wurde in Bulgarien geboren. Im Alter von zwei Jahren zogen ihre Eltern mit ihr nach Ost-Berlin in die damalige DDR. Sie wuchs in Berlin-Friedrichshain auf. 2003 machte sie ihr Abitur. Als Model wurde sie auf der Straße vor einem Modegeschäft in der Berliner Friedrichstraße entdeckt und von einer Agentin der Modelagentur Seeds angesprochen.
2002 gewann Maximova im Alter von 18 Jahren als zweite Deutsche den internationalen Wettbewerb Supermodel of the World. Als Gewinn erhielt sie einen Modelvertrag bei der renommierten Agentur Ford Models und in der Folge zahlreiche Aufträge. Sie modelte unter anderem für Hugo Boss, René Lezard oder Ralph Lauren. Beim Wettbewerb wurde sie begleitet von einem Kamerateam des Fernsehsenders VOX, die Aufnahmen wurden 2003 als Teil der Doku-Soap Traumjob Model!? ausgestrahlt. Ab 2003 wurde sie ein bekanntes Werbegesicht, insbesondere im Rahmen der mehrjährigen Arbeit für die Marken Bebe Young Care und Langnese. 2006 war Maximova zu Gast in der TV-Show Kuttner auf MTV Germany, 2008 hatte sie einen kleinen Auftritt in der Rolle der Flying Fox im Film Speed Racer der Wachowskis. Sie modelte auch in den folgenden Jahren regelmäßig auf internationalen Modeschauen und für Fotoshootings. 
2018 gründete Maximova das Schmucklabel Maximova Jewelry mit Sitz in der Schröderstraße in Berlin. Sie legt dabei Wert auf eine nachhaltige und lokale Produktion.
Maximova trat 2019 in den Musikvideos Nur wegen dir und Jetzt bin ich ja hier von Sänger Tim Bendzko auf.
Maximova ist verheiratet und hat drei Kinder, sie lebt mit ihrer Familie in Berlin-Frohnau (Stand 2023).